# 大森晋輔
大森 晋輔（おおもり しんすけ、1975年-）は、フランス文学者、東京藝術大学准教授。
兵庫県出身。2001年東京大学文学部仏文科卒業。2009年同大学大学院総合文化研究科言語情報科学博士課程修了。2010年「ピエール・クロソウスキーの作品における伝達の概念と方法としてのドラマトゥルギー」で博士（学術）。クレルモン＝フェラン第２大学修士課程修了、パリ第7大学博士課程中退。2010年東京藝術大学音楽学部講師、2011年准教授。2014年「ピエール・クロソウスキー」で渋沢・クローデル賞本賞受賞。専門はフランス文学、思想。

## 著書
- 『フランスの詩と歌の愉しみ 近代詩と音楽』東京藝術大学出版会 2012
- 『ピエール・クロソウスキー 伝達のドラマトゥルギー』左右社 流動する人文学　2014

### 翻訳
- P.クロソウスキー『かくも不吉な欲望』松本潤一郎共訳 河出文庫 2008
- ブノワ・ペータース『デリダ伝』原宏之共訳 白水社 2014

## 論文
- Cinii